# NK Lašva Dolac
NK Lašva je bivši bosanskohercegovački nogometni klub iz Doca na Lašvi kod Travnika.

## Povijest
Klub je osnovan 1950. godine. Krajem 1950-ih i tijekom 1960-ih Lašva je igrala u Zeničkoj zonskoj ligi odnosno Jedinstvenoj ligi stvorenoj od zonske i grupne lige Zeničkog podsaveza.
Tijekom 1980-ih Lašva igra u Republičkoj ligi BiH – skupina Centar koju organizira Međuopćinski nogometni savez Zenice.